# Капунго Мвонго Мфвана
Капунго Мвонго Мфвана (д/н — 1854) — 5-й мвата-казембе (володар) держави Казембе в 1850—1854 роках. Відомий також як Муонга Капумба.

## Життєпис
Ймовірно син мвати Луквези Ілунги. Посів трон близько 1850 року після смерті старшого брата Каньємбо Келека Маї.
Стикнувся з повстаннями залежних племен: кланом Нгулубе на південь від річки Луонго та вождіством Буконголо (створене народом шіла). Якщо клан Нгулубе вдалося швидко приборкати, то війна проти Буконголо була запеклою. Спочатку у битві на річці Кіламбва вдалося досягти успіху. але командувач війська Казембе — Каліло Кабала — загинув. Потім у битві на річці Н'Сасія війська Казембе зазнали невдачі.
Після цього Капунго Мвонго Мфвана особисто очолив військо. У вирішальній битві біля річки Лвао (на схід від озера Мверу) війська мвати здобули цілковиту перемогу, а Буконголо підкорилося. За цим остаточно затвердив незалежність від імперії Лунда.
1854 року здійснив похід проти народу бвіле, по поверненню з якого раптово помер. Трон перейшов до його брата Чин'янта Мунона.